# هاکوب آزیزیان
هاکوب آغوانی آزیزیان (ارمنی: Հակոբ Աղվանի Ազիզյան؛  ۱۹ آوریل ۱۹۳۸) یک بازیگر اهل ارمنستان است. وی از سال میلادی تاکنون مشغول فعالیت بوده است.

## زندگی‌نامه
وی در ۱۹ آوریل ۱۹۳۸ در گغهوویت به دنیا آمد و از انستیتو دولتی هنری و نمایشی ایروان فارغ‌التحصیل شد. وی در تئاتر دراماتیک وانادزور فعالیت می‌کرد. وی همچنین برندهٔ جوایزی همچون هنرمند مردمی جمهوری ارمنستان (۲۰۰۴) شده است.

## گزیده فیلمشناسی
از فیلم‌ها یا برنامه‌های تلویزیونی که وی در آن نقش داشته است می‌توان به چشمه هغنار (۱۹۷۰)، خاک و طلا (۱۹۸۴)، یک تکه از آسمان (فیلم ۱۹۸۰) (۱۹۸۰) اشاره کرد.